# Live at the Hardback
Live at the Hardback es un álbum en vivo de la banda de punk rock Hot Water Music. Se grabó en el concierto que la banda dio el 28 de agosto de 1998 en el Hardback Cafe de Gainesville, Florida. No Idea volvió a ser la discográfica que se encargara del nuevo material de Hot Water Music después de que Doghouse Records firmase el Forever and Counting.
La discográfica independiente puso Live at the Hardback en el mercado el 2 de marzo de 1999 y Steve Heritage fue el productor.

## Listado de canciones
1. «Us & Chuck» – 4:07
2. «Turnstile» – 3:43
3. «Alachua» – 3:20
4. «Blackjaw» – 4:13
5. «Moments Pass» – 3:39
6. «Where We Belong» – 3:28
7. «Minno» – 4:02
8. «Better Sense» – 3:06
9. «Just Don't Say You Lost It» – 2:49
10. «Springtime» (Leatherface cover) – 3:36
11. «Manual» – 5:04
12. «Drunken Third» – 3:59

## Créditos
- Chuck Ragan - cantante, guitarra
- Chris Wollard - cantante, guitarra
- Jason Black - bajo
- George Rebelo - batería